# جان کانر
جان کانر (به انگلیسی: John Connor) یکی از شخصیت‌های اصلی داستان‌های نابودگر است که رهبر مقاومت انسان‌ها است و توسط جیمز کامرون ساخته شده‌است. وی فرزند کایل ریس و سارا کانر می‌باشد. این شخصیت برای اولین بار در فیلم نابودگر معرفی شده و اولین حضور این شخصیت در نابودگر ۲:روز داوری است. این شخصیت در فیلم نابودگر: جنسیس شخصیت منفی فیلم را بر عهده دارد.
ایفاگر نقش او در فیلم دوم ادوارد فرلانگ، فیلم سوم نیک استال، فیلم چهارم کریستین بیل و فیلم پنجم جیسون کلارک است. در فیلم ششم اما جود کالی این نقش را با چهره دیجیتالی ادوارد فرلانگ بازی کرد. در سریال نابودگر:ماجراهای سارا کانر توماس دکر این نقش را ایفا کرده‌است. این شخصیت در فیلم دوم توسط مایکل ادواردز در جنگ آینده بین انسان‌ها و ماشین‌ها نیز به تصویر کشیده شده‌است.

## حضور در فیلم‌ها

### نابودگر ۱۹۸۴
در فیلم این فیلم، جان ذکر شده‌است و اساس فیلم است. نابودگر (آرنولد شوارتزنگر) در تلاش است سارا کانر (لیندا همیلتون) را به قتل برساند زیرا او مادر جان خواهد بود. اما جان ظاهری جسمی در این فیلم ندارد. اما در پایان فیلم، سارا با جان باردار نشان داده می‌شود.

### نابودگر ۲:روز داوری ۱۹۹۱
جان کانر در نخستین حضور خود در فیلم نابودگر ۲:روز داوری توسط ادوارد فرلانگ بازی می‌شود. او یک پسر نوجوان ۱۰ ساله است که با پدرخوانده و مادر خوانده‌اش (جنت گلدشتاین و زاندر برکلی) زندگی می‌کند در حالی که سارا کانر (همیلتون) در بیمارستان برای مجرمان ذهنی است. اگرچه او از سرنوشت آینده خود با اسکای نت آگاه است، اما جان جوان به ادعاهای مادرش دربارهٔ سرنوشت خود به عنوان رهبر بشریت شک دارد. در حالی که در یک بازی با یک دوست، با نابودگر (شوارتزنگر) و تی-۱۰۰۰ (رابرت پاتریک) رو به رو می‌شود. او یک دنباله تعقیب را شروع می‌کند که در آن نابودگر و جان سعی می‌کنند از تی-۱۰۰۰ فرار کنند. این رویداد هشدار مادر جان را به او دربارهٔ اسکای نت تأیید می‌کند. بعداً در آن شب، جان و نابودگر برای نجات سارا می‌روند و سه نفری فرار می‌کنند. جان به نابودگر می‌آموزد که چگونه مانند یک انسان باشد. آموزش عباراتی مانند "هاستا لا ویستا بیبی!" او با نابودگر پیوند عاطفی را شکل می‌دهد و به او مثل یک پدر نگاه می‌کند، و نمی‌خواهد که نابودگر در پایان فیلم خودش را نابود کند، با وجود هشدار نابودگر مبنی بر اینکه اجازه ادامه دادن موجود، خطر ایجاد مجدد اسکای نت را در برخی از مواقع آینده ایجاد می‌کند. جان بزرگسال در ابتدای فیلم به‌طور خلاصه در فیلم فلش با بازی مایکل ادوادز نیز دیده می‌شود.

### نابودگر ۳:خیزش ماشین‌ها ۲۰۰۳

جان کانر توسط نیک استال در این فیلم به تصویر کشیده شده‌است. در حال حاضر جان، یک جوان بالغ، پس از وقایع فیلم دوم، در خارج از شبکه زندگی کرده‌است، حتی وقتی آخرین مهلت روز داوری سال ۱۹۹۷ بدون حادثه به پایان رسید. سرانجام مادرش سارا کانر به لوسمی ترمینال مبتلا شد و درگذشت. در این فیلم، جان با کاترین «کیت» بروستر (کلیر دینز)، همکلاسی سابقش از زمان زندگی با پدر و مادر پرورش یافته خود، مسیرهایی را پشت سر می‌گذارد. وی توسط یک نابودگر تی-ایکس (کریستانا لوکن) مورد حمله قرار می‌گیرد که از آینده ارسال شده‌است. بر خلاف پیشینیان، هدف تی-ایکس خاتمه افسران مقاومت او در آینده به عنوان اهداف ثانویه بود زیرا مکان جان ناشناخته بود. وقتی تی-ایکس با جان روبرو می‌شود، اولویت خود را تغییر می‌دهد تا کاملاً روی او و کیت متمرکز شود. محافظ نابودگر (شوارتزنگر)، دوپوش محافظ قبلی جان، نیز به موقع برای محافظت از وی ارسال می‌شود، توضیح می‌دهد که روز داوری فقط به تعویق افتاده‌است و اکنون آنها فقط ساعت‌ها با رخ دادن آن فاصله داردند. نابودگر همچنین می‌گوید که کیت، همسر آیندهٔ جان و فرمانده دوم از آینده اعزام شده‌اند - جان در واقع در ۴ ژوئیه ۲۰۳۲ توسط همان نابودگر کشته شد، زیرا اسکای نت معتقد بود مناسب‌ترین شخص نابودگر است. جان و کیت قصد دارند راه اندازی اسکای نت را متوقف کنند. این دو نفر به اشتباه معتقدند هسته اسکای نت در تأسیسات خود است، فقط برای پیدا کردن قفل و محافظت شده در یک پناهگاه امن پناه می‌گیرند ک اولین حمله هسته ای به دلیل دستکاری اسکای نت در ایالات متحده انجام می‌شود و نابودگر و تی-ایکس نابود می‌شوند.

### نابودگر رستگاری ۲۰۰۹

جان کانر توسط کریستین بیل در این فیلم ایفا شده‌است. اکنون جان یک سرباز مقاومت، با تجربه در نبرد، با کیت بروستر (بریس دالاس هوارد) که به عنوان یک پزشک خدمت می‌کند، ازدواج کرده و او فرزند جان را باردار است. از روز داوری، جان برای تلاش برای حفظ روحیه و امید پیام‌های رادیویی را برای نیروهای مقاومت و بازماندگان از پناهندگان پخش می‌کرد. در این داستان همچنین شخصیت‌های جدید مارکوس رایت (سام وورتینگتون) و نوجوانی کایل ریس (آنتون یلچین) حضور دارند. جان با یک نابودگر تی-۸۰۰ که قبلاً با او و خانواده اش روبرو شده بود، روبرو می‌شود. جان در هنگام برخورد با نابودگر صدمه دیده و چندین بریدگی در چهره دریافت می‌کند، همان زخم‌هایی را که در صحنه‌های آغازین نابودگر ۲ و ۳ دیده می‌شود. مارکوس به او کمک می‌کند تا نابودگر را نابود کند اما قلب جان آسیب می‌بیند و مارکوس قلی خودش را به جان می‌دهد. علاوه بر این، پس از اینکه فرمان مقاومت در دام اسکای نت گرفتار شد، حرف آخر جان این است که اگرچه انسان‌ها در این نبرد پیروز شده‌اند، اما این تازه شروع جنگ است.

### نابودگر: جنسیس (پیدایش) ۲۰۱۵

جان کانر توسط جیسون کلارک در این فیلم نمایش داده شده‌است. به دنبال رویارویی با تی-۵۰۰۰ (مت اسمیت) در روز به ظاهر نهایی جنگ، دقیقاً همزمان با اعزام کایل ریس (جای کورتنی) برای نجات سارا کانر (امیلیا کلارک)، جان توسط تی-۵۰۰۰ به زور به سایبورگ تی-۳۰۰۰ تبدیل می‌شود. سپس اسکای نت جان را (که به تی-۳۰۰۰ تبدیل شده‌است) را به موقع ارسال می‌کند تا از ایجاد آن در جدول زمانی تغییر یافته اطمینان حاصل کند، جان اکنون معتقد است که آینده به انسان و ماشین نیاز دارد که مانند خودش جمع شود. او به مرور زمان به سال ۲۰۱۴ سفر می‌کند و به سایبرداین سیستمز می‌پیوندد تا به ایجاد نسخه جدیدی از اسکای نت کمک کند و با مایلز دایسون و دنی دایسون کار کند تا بتواند سیستم جدید جنسیس را به پیشرفت کامل برساند و اسکای نت را به یک سیستم عظیم کامپیوتری تبدیل به یک شبکه عظیم دیجیتال کند. سه سال بعد، علی‌رغم قدرت بدنی برتر، او توسط نابودگر «پاپز» (شوارتزنگر) نابود شد. پاپز نابودگری بود که برای محافظت از سارا به گذشته فرستاده بود.

### نابودگر: سرنوشت تاریک ۲۰۱۹
جان کانر در صحنه افتتاحیه این فیلم ظاهر می‌شود، سه سال بعد از وقایع روز داوری در گواتمالا، جان و سارا و یک نابودگر تی-۸۰۰ یافت می‌شوند که توسط اسکای نت برای کشتن جان ارسال شده‌است. جان توسط نابودگر مورد اصابت گلوله قرار می‌گیرد و مدت کوتاهی پس از آن می‌مرد.

## حضور در سریال

### نابودگر: ماجراهای سارا کانر

اینبار جان کانر توسط توماس دکر ایفا شد. داستان این سریال حول و حوش نابودگر ۲:روز داوری می‌گردد و شروع آن هنگامی است که جان و سارا (لینا هیدی)به شهر جدیدی نقل مکان می‌کنند.

## بازی ویدئویی

### رستگاری نابودگر
جان کانر در بازی ویدیویی رستگاری نابودگر ظاهر می‌شود که دو سال پیش از وقایع فیلم تنظیم شده‌است. در سال ۲۰۱۶، جان (با صدای گیدیون امری) و بلر ویلیامز(مون بلودگود) در مأموریت برای نجات دیوید وستون (شان کوری کوپر) هستند، تا زمانی که آنها با آنجی سالتر (رز مک گوآن) و بارنز (کامن) برای نبرد با ماشین‌ها همکاری می‌کنند.

### نابودگر: مقاومت
جان کانر در بازی ویدیویی نابودگر: مقاومت ظاهر می‌شود، که در طول جنگ اصلی آینده که در دو فیلم اول نابودگر به تصویر کشیده شده‌است، تنظیم شده‌است. وی توسط اریک مایرز ابراز می‌شود و به عنوان شخصیت بازیکن، فرمانده فرماندهی جاکوب ریورز در گروه مقاومت Tech-Com فعالیت می‌کند.

## جاذبه‌ها

### تی ۲ سه بعدی: نبرد در میان زمان
ادوارد فرلانگ نقش خود را از نابودگر ۲ در این جذابیت Universal Studios، که در آن او و یک تی-۸۰۰ تلاش برای متوقف کردن روز داوری بود، تکرار کرد. آنها برای جلوگیری از اتمام اسکای نت به آینده سفر می‌کنند و به سایبرداین نفوذ می‌کنند. جان پس از جنگیدن ماشینهای مختلف و موفقیت در مأموریت خود، به زمان حال بازگردانده می‌شود.

## کمیک
جان کانر در چند کمیک حضور دارد.